# Kaijansaari (ö i Norra Savolax, Norra Savolax, lat 63,19, long 27,38)
Kaijansaari är en ö i Finland. Den ligger i sjön Onkivesi och i kommunen Lapinlax i den ekonomiska regionen  Övre Savolax ekonomiska region  och landskapet Norra Savolax, i den centrala delen av landet, 400 km norr om huvudstaden Helsingfors. Öns area är 76,9 hektar och dess största längd är 1,9 kilometer i sydöst-nordvästlig riktning.